# Maurice Muhatia Makumba

Maurice Muhatia Makumba (Lirhanda, 19 de maio de 1968) é um ministro queniano e nomeado arcebispo católico romano de Kisumu.
Maurice Muhatia Makumba estudou Filosofia no Seminário Santo Agostinho e Teologia Católica no Seminário Nacional São Tomás de Aquino. Em 15 de outubro de 1994 recebeu o Sacramento da Ordem para a Diocese de Kakamega.
Muhatia Makumba trabalhou inicialmente como vigário paroquial da paróquia de São José em Kakamega antes de se tornar vice-reitor e professor no Seminário Menor de São Pedro em Makumu em 1995. Em 1998, Maurice Muhatia Makumba foi enviado a Roma para continuar seus estudos, onde se formou em filosofia pela Pontifícia Universidade de Santa Croce e obteve seu doutorado nesta disciplina em 2002 com uma tese sobre o conceito de pessoa na obra de Edith Stein. De volta à sua pátria, tornou-se sub-regente e conferencista no Seminário Santo Agostinho e, em 2003, também membro do Colégio de Consultores da Diocese de Kakamega. De 2005 a 2007 trabalhou como Regens ad interim do seminário St. Mathias Mulumba em Tindinyo. A partir de 2007 Maurice Muhatia Makumba foi regente do Seminário Nacional de São Tomás de Aquino e desde 2008 também secretário da Comissão para a Doutrina da Fé da Conferência Episcopal do Quênia.
Papa Bento XVI nomeou-o Bispo de Nakuru em 19 de dezembro de 2009. O arcebispo de Nairobi, cardeal John Njue, deu-lhe a consagração episcopal em 27 de fevereiro do ano seguinte; Os co-consagradores foram Philip Arnold Subira Anyolo, Bispo de Homa Bay, e Philip Sulumeti, Bispo de Kakamega. Seu lema Ut unum sint (“Para que sejam um”) vem de Joh 17.11 EU. Em 20 de novembro de 2021, Maurice Muhatia Makumba também se tornou Administrador Apostólico da Arquidiocese de Kisumu. Desde julho de 2021, ele também é vice-presidente da Conferência dos Bispos do Quênia.
Em 18 de fevereiro de 2022, o Papa Francisco o nomeou Arcebispo de Kisumu.